# Vieira leschenaulti
Vieira leschenaulti is een insect uit de familie van de gaasvliegen (Chrysopidae), die tot de orde netvleugeligen (Neuroptera) behoort. 
Vieira leschenaulti is voor het eerst wetenschappelijk beschreven door Navás in 1911.